# Voulezvousdiner.com
 (février 2025).
Motif : Sources non centrées, manque de notoriété ?
- Archive Wikiwix
- Bing
- Cairn
- DuckDuckGo
- E. Universalis
- Gallica
- Google
- G. Books
- G. News
- G. Scholar
- Persée
- Qwant
- (zh) Baidu
- (ru) Yandex
- (wd) trouver des œuvres sur Wikidata

| 1. | Préciser le motif de la pose du bandeau. | Précisez le motif de la pose du bandeau en utilisant la syntaxe suivante : {{admissibilité à vérifier\|date=mars 2025\|motif=remplacez ce texte par le motif}}                           |
| 2. | Informer les utilisateurs concernés.     | Pensez à avertir le créateur de l'article, par exemple, en insérant le code ci-dessous sur sa page de discussion : {{subst:avertissement admissibilité à vérifier\|Voulezvousdiner.com}} |

 (janvier 2019).
Voulezvousdiner.com est une plateforme web qui permet de connecter des hôtes dans plus de 120 pays avec des utilisateurs du monde entier dans le cadre de l'organisation de dîners chez l'habitant. La plateforme s'inscrit dans le domaine de la restauration chez l'habitant et du social dining. Elle permet ainsi une alternative sociale et économique au restaurant tout en apportant un côté culturel aux voyageurs.

## Historique
La plateforme est créée en 2011 par une équipe de 4 personnes : Renaud Maigne, Arnaud Mary, Pascal Bordat et Matthieu Heslouin. Entre décembre 2016 et juin 2018, la plateforme est toujours en activité mais l'équipe dirigeante n'assure plus le service clients.
C'est en 2018 que le groupe ACRA rachète la plateforme et met en place une nouvelle équipe composée de 5 personnes[source secondaire souhaitée].

## Fonctionnement
La plateforme fonctionne sur le même principe que Airbnb. Les utilisateurs ont accès au listing des différentes annonces, qui sont ici des diners. Il leur faut ensuite procéder à une demande de réservation et régler en ligne le montant du repas. Les hôtes et les clients sont évalués par le biais de commentaires.